# متحف بورسعيد الحربي
متحف بورسعيد الحربي أحد متاحف مدينة بورسعيد، وأنشئ متحف بورسعيد عام 1964 وذلك لتخليد ذكرى العدوان الثلاثي 1956 على مدينة بورسعيد وذلك ليكون شاهدًا مدى التاريخ على بطولة شعب بورسعيد الباسل في الدفاع عن الأرض. وقد أقيم المتحف على مساحة 7.000 م2 تقريبا في موقعه الحالي بشارع 23 يوليو أمام مستشفى مبارك العسكري وذلك في عام 1964 وقدتم افتتاحه في 23/12/ 1964 ليواكب احتفالات المحافظة يوم العيد القومي لها والذي يتزامن مع جلاء آخر جندي من المعتدين عن أرض مصر. وقد تم تطوير المتحف بإضافة قاعة لمقتنيات حرب أكتوبر وتم افتتاحه عام 1978 بواسطة السيد ممدوح سالم رئيس الوزراء آنذاك. وتم إعادة تطويره عام 2009.

## الأقسام الرئيسية للمتحف
ينقسم المتحف إلى أربع قاعات وساحة للعرض المكشوف في حديقة المتحف، والتي تشمل عرض مجموعة من الأسلحة المستولى عليها في حربى 1956 و 1973 وبها أيضًا منطقة الأسلحة الأثرية وبها مجموعة من المدافع المختلفة من عصر محمد على باشا.

### البهو الرئيسي «العصر القديم»
تعرض نبذة تاريخية عن مدينة بورسعيد ونشأتها وتاريخ المنطقة من العصر الفرعوني / الإسلامي / حفر قناة السويس / ثورة 1952.ويشمل عرض بعض الأعمال الفنية المختلفة التي توفر للزائر معلومات قيمه عن بورسعيد في العصور القديمة والإسلامية وكذا يتوسط البهو تمثال تلاحم قوى الشعب وهو رمز للمدينة في العدوان الثلاثي 1956.

### قاعة قناة السويس
وبها أعمال فنيه مختلفة تحكى قصة قناة السويس منذ التخطيط لها وثائق المشروع ومراحل التنفيذ وحتى الافتتاح وكذا دور قناة السويس الحيوي في تاريخ مصر السياسي والعسكري والاقتصادى وقرار التأميم 1956 فضلا عن دويراما معركة الجميل ومعركة البرلس البحرية وعرض بعض الأسلحة والمعدات الإنجليزية.

### قاعة العدوان الثلاثي
بها أعمال فنية مختلفة تحكى بطولة شعب بورسعيد في الأعمال الفدائية المختلفة للعدوان الثلاثي على بورسعيد وبعض البورتريهات لأبطال المقاومة الشعبية وكذا عرض نماذج من الأسلحة المختلفة والمقتنيات الشخصية لقوات العدوان الثلاثي.

### قاعة أكتوبر 1973

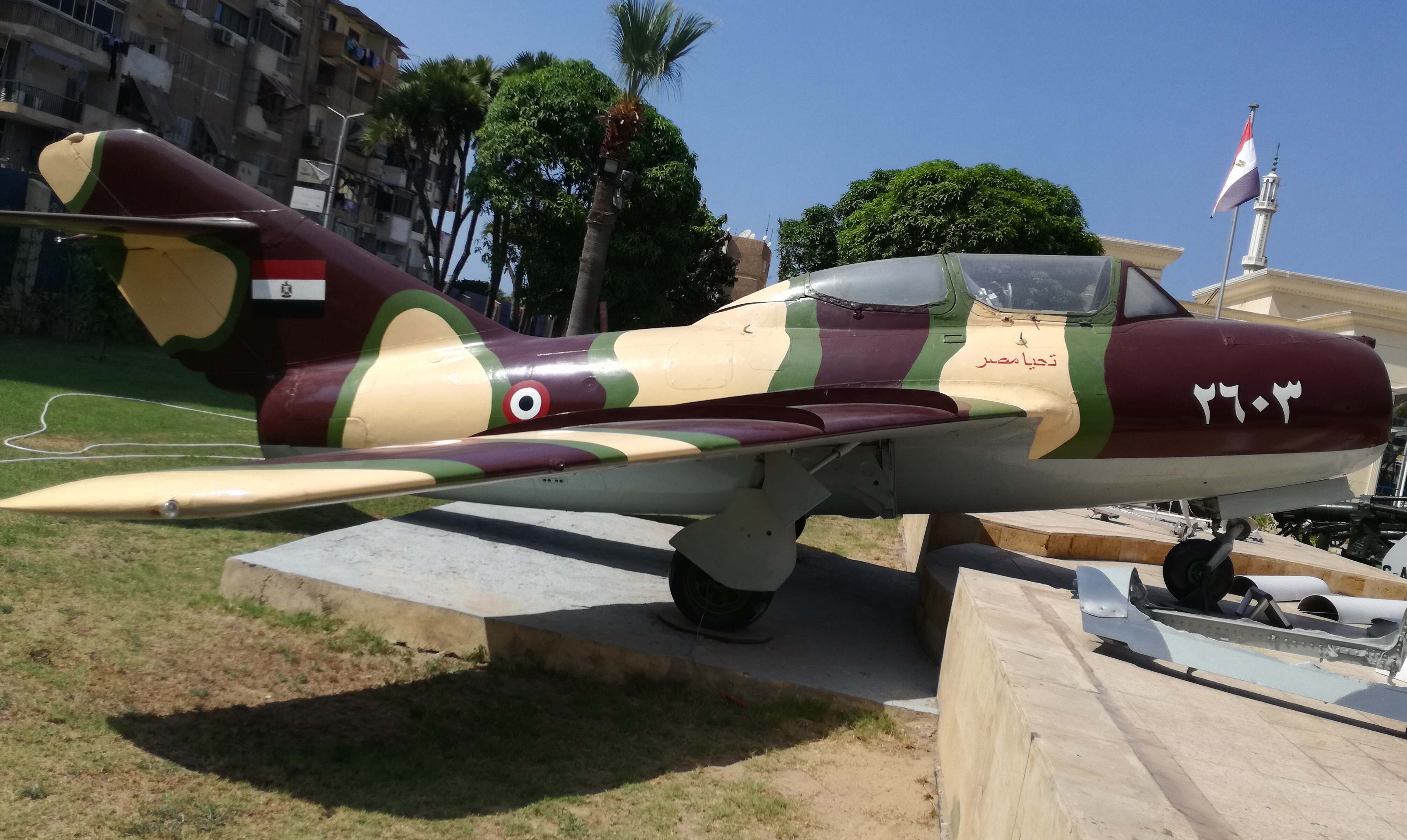

تعرض الأعمال الفنية بها بطولات القوات المسلحة في مرحلة الصمود والاستنزاف وحرب أكتوبر 1973 وذلك في قطاع بورسعيد العسكري، وكذا نماذج من الأسلحة الخفيفة الإسرائيلية المستولى عليها في حرب 1973 مع العلم بأن جميع القاعات مزوده بشاشة عرض LCD ووجود المادة الوثائقية والفيلمية المعدة للعرض للزائرين.

## شاهد
فيديو للمتحف على يوتيوب